# Macroglenes
Macroglenes is een geslacht van vliesvleugeligen uit de familie Pteromalidae. De wetenschappelijke naam van dit geslacht is voor het eerst geldig gepubliceerd in 1832 door Westwood.

## Soorten
Het geslacht Macroglenes omvat de volgende soorten:
- Macroglenes bouceki (Graham, 1969)
- Macroglenes brevicornis (Nees, 1834)
- Macroglenes caudatus Mitroiu, 2010
- Macroglenes chalybeus (Haliday, 1833)
- Macroglenes clypeatus (Girault, 1925)
- Macroglenes compressus (Förster, 1841)
- Macroglenes congener (Girault, 1925)
- Macroglenes conjungens (Graham, 1969)
- Macroglenes eximius (Haliday, 1833)
- Macroglenes gibsoni Mitroiu, 2010
- Macroglenes gramineus (Haliday, 1833)
- Macroglenes herbaceus (Graham, 1969)
- Macroglenes hokkaidensis Mitroiu, 2010
- Macroglenes incisiclypeatus Mitroiu, 2010
- Macroglenes ipswichi (Girault, 1925)
- Macroglenes japonicus Mitroiu, 2010
- Macroglenes kuwatus Mitroiu, 2011
- Macroglenes marylandicus (Girault, 1916)
- Macroglenes microcerus Haliday, 1844
- Macroglenes nigroclypeatus Amerling & Kirchner, 1860
- Macroglenes noyesi Mitroiu, 2010
- Macroglenes paludum (Graham, 1969)
- Macroglenes penetrans (Kirby, 1800)
- Macroglenes samurai Mitroiu, 2010
- Macroglenes sivani Narendran & Sureshan, 2004
- Macroglenes sulawensis Mitroiu, 2011
- Macroglenes varicornis (Haliday, 1833)
- Macroglenes yuasai (Ishii, 1953)
- Macroglenes zdeneki Mitroiu, 2010